# Our Flag Means Death
Our Flag Means Death (englisch für „Unsere Flagge bedeutet den Tod“) ist eine amerikanische Historienkomödien-Fernsehserie von David Jenkins. Sie spielt im Jahr 1717 und erzählt frei von den Abenteuern des Gentleman-Piraten Stede Bonnet, dessen Weg der berüchtigte Blackbeard kreuzt. Die beiden Hauptfiguren, deren Beziehung explizit als romantisch dargestellt wird, werden von Rhys Darby und Taika Waititi verkörpert.
Die erste Staffel erschien in den Vereinigten Staaten ab dem 3. März 2022 bei HBO Max. Im Juni desselben Jahres wurde die Serie um eine zweite Staffel verlängert. In Deutschland erschien die erste Staffel am 1. Juni 2023 bei RTL+, die zweite Staffel startet am 15. März 2024. Im Januar 2024 wurde bekannt, dass HBO Max keine weitere Staffel in Auftrag geben wird.
Die Serie wird insbesondere für ihre queere Repräsentation gelobt, die zugleich authentisch und subversiv sei.

## Handlung
1717 verlässt der reiche Landbesitzer Stede Bonnet aus Unzufriedenheit in seiner Ehe Frau und Kinder, um ein Leben als Piratenkapitän auf seinem Schiff Revenge, das er mit Luxus ausstattet, zu beginnen. Er ist aber sowohl als Pirat als auch als Kapitän unfähig; er gibt sich weiterhin vornehm und führt seine Crew sanft und weich statt skrupellos, weshalb er sich selbst den Titel „Gentleman-Pirat“ verpasst.
Auf seinen Abenteuern trifft er zuerst auf Israel Hands, den Ersten Maat des berüchtigten Blackbeard, und dann auf diesen selbst, als dessen Crew die Revenge übernimmt. Blackbeard offenbart Bonnet, dass er mittlerweile des Lebens und Rufs als grausamer, blutrünstiger Seeräuber überdrüssig ist, und bald entwickeln die beiden Kapitäne eine Freundschaft und langsam romantische Gefühle füreinander.

## Episodenliste

### Staffel 1
| Nr. (ges.) | Nr. (St.) | Deutscher Titel              | Originaltitel                     | Erstveröffentlichung USA | Deutschsprachige Erstveröffentlichung (D) | Regie           | Drehbuch                      |
| --- | --------- | ---------------------------- | --------------------------------- | ------------------------ | ----------------------------------------- | --------------- | ----------------------------- |
| 1 | 1         | Wie das Grauen begann        | Pilot                             | 3. März 2022             | 1. Juni 2023                              | Taika Waititi   | David Jenkins                 |
| Als seine Crew meutern will, sieht Stede Bonnet ein Schiff zum Plündern. Es stellt sich aber als ein Kriegsschiff der britischen Marine heraus, geführt von Captain Nigel Badminton, der früher Stede gehänselt hatte. Stede verursacht versehentlich Nigels Tod und seine Crew nimmt zwei Offiziere als Geiseln. |           |                              |                                   |                          |                                           |                 |                               |
| 2 | 2         | Geiseln entlaufen            | A Damned Man                      | 3. März 2022             | 1. Juni 2023                              | Nacho Vigalondo | David Jenkins                 |
| Als Stedes Revenge an einer Insel strandet, fliehen die Geiseln in den Dschungel, denen Stede mit zwei Crewmitgliedern nachfolgt. Sie alle werden von Eingeborenen gefangen genommen, Stede und seine Männer freigelassen, die Geiseln aber an drei andere schwarzbekleidete Piraten verkauft. Stede stellt ihnen eine Falle und gewinnt eine Geisel zurück. Derweil entdeckt Lucius, dass Jim sich nur als Mann verkleidet hat. Die drei Piraten in Schwarz erhalten von ihrem Kapitän Blackbeard den Auftrag, Stede weiter zu folgen. |           |                              |                                   |                          |                                           |                 |                               |
| 3 | 3         | Der Gentleman-Pirat          | A Gentleman Pirate                | 3. März 2022             | 1. Juni 2023                              | Nacho Vigalondo | Adam Stein                    |
| Stede kommt zur Republik der Piraten, um die Geisel zu verkaufen. In der Taverne von Spanish Jackie, die Jim für die Ermordung einer ihrer vielen Ehemänner sucht, spricht Blackbeards Maat Izzy Hands Stede an, aber wird von diesem abgewiesen. Jackies Barmann und Ehemann Geraldo führt Stedes Crew auf ein spanisches Kriegsschiff und enthüllt dort Jims Verkleidung. Bevor die Spanier Stede hängen können, wird das Schiff von Blackbeard angegriffen. |           |                              |                                   |                          |                                           |                 |                               |
| 4 | 4         | Ich wär‘ so gern wie du      | Discomfort in a Married State     | 10. März 2022            | 1. Juni 2023                              | Nacho Vigalondo | Eliza Jiménez Cossio          |
| Während Stede sich erholt, übernimmt „Blackbeard“ Ed(ward) Teach die Führung seines Schiffs. Er gesteht, seiner Art des Piratenlebens müde geworden zu sein, was Izzy ihm als eine Schwäche vorwirft. Der Bedrohung durch ein spanisches Schiff entkommen Stede und Ed durch einen gemeinsamen Plan, im Nebel das Schiff mit einer Laterne und einem Spiegel zum falschen Leuchtturm zu machen. |           |                              |                                   |                          |                                           |                 |                               |
| 5 | 5         | Unter Schnöseln              | The Best Revenge Is Dressing Well | 10. März 2022            | 1. Juni 2023                              | Fernando Frías  | John Mahone                   |
| Ed trainiert die Crew, bessere Piraten zu sein, Stede ihn wiederum in der Etikette der gehobenen Klasse. Unter falschen Namen betreten sie ein französisches Schiff von Aristokraten, die sich wie am Hof verhalten. Sie lachen Ed aus, weil er ihre Besteckregeln nicht beherrscht, doch Stede nutzt die Kunst der Passiv-Aggressivität, um sie gegeneinander aufzuwiegeln. Auf der Revenge versucht Izzy, Lucius nach Entdeckung seines freizügigen Sexualverhaltens zu erpressen, was ins Leere läuft. Admiral Chauncey Badminton, Nigels Zwillingsbruder, erhält Unterstützung von König George, seinen Bruder zu rächen. |           |                              |                                   |                          |                                           |                 |                               |
| 6 | 6         | Die Kunst des Verarschens    | The Art of Fuckery                | 10. März 2022            | 1. Juni 2023                              | Fernando Frías  | Simone Nathan                 |
| Blackbeard lehrt Stede einen Trick beim Duellieren, erzählt der Crew eine Geschichte, dass ein Krake seinen Vater getötet habe, und spielt ihnen durch Täuschungen Streiche. Als die Crew eines Schiffs die Revenge entert, vollführt Stedes Crew Täuschungen, die darin gipfeln, dass der Krake erscheine, was in Blackbeard ein Trauma hervorholt. Er gesteht, dass er selbst seinen Vater getötet hat, danach aber nie wieder jemanden, sowie seinen und Izzys eigentlichen Plan, dass er Stede umbringen und seine Identität annehmen sollte. Izzy fordert Stede zum Duell, das dieser dank Eds Trick gewinnt, sodass Izzy das Schiff verlassen muss. Er kommt daraufhin zu Spanish Jackie. |           |                              |                                   |                          |                                           |                 |                               |
| 7 | 7         | Es passiert!                 | This Is Happening                 | 17. März 2022            | 1. Juni 2023                              | Fernando Frías  | Zayre Ferrer                  |
| Als Blackbeard aus Langeweile überlegt, das Schiff zu verlassen, führt Stede sie nach St. Augustine, um Orangen gegen Skorbut zu suchen. Während er mit Lucius und Ed eine Schatzsuche veranstaltet, stoßen seine Männer auf Orangen und eine Nonne, die Jim kennt und ihm Messerkunst gelehrt hat, um seine von den Siete Gallos ermordete Familie zu rächen. Für dieses Vorhaben bleibt Jim zurück, als die anderen wieder auf das Schiff gehen. Chauncey Badminton kommt zu Spanish Jackie, die sich mit Izzy gegen Stede verbündet. |           |                              |                                   |                          |                                           |                 |                               |
| 8 | 8         | Möwe die Macht mit euch sein | We Gull Way Back                  | 17. März 2022            | 1. Juni 2023                              | Bert & Bertie   | Alyssa Lane und Alex Sherman  |
| Calico Jack, ein alter Freund von Blackbeard, kommt auf die Revenge, der sich in dessen Gegenwart wieder wilder gebiert. An der Bucht Blind Man’s Cove erzählt Jack Stede, er und Blackbeard seien Geliebte gewesen. Als Jacks rücksichtsloses Verhalten eine Möwe der Crew tötet, wirft Stede ihn vom Schiff und Blackbeard folgt ihm. Jack gesteht, dass er von Izzy geschickt wurde und Stede in die Bucht geführt hat, damit er dort von Chauncey überfallen werde. Blackbeard rast auf das Schiff zurück und ist glücklich mit Stede wiedervereint, während die Briten sie gefangen nehmen. Jim bedroht Geraldo, um an Jackie heranzukommen, doch diese erschießt ihren Ehemann selbst, der ein Mitglied der Siete Gallos gewesen sein soll, sodass Jim und Jackie sich aussprechen.                                            |           |                              |                                   |                          |                                           |                 |                               |
| 9 | 9         | Akt der Gnade                | Act of Grace                      | 24. März 2022            | 1. Juni 2023                              | Bert & Bertie   | David Jenkins und Yvonne Zima |
| Als Stede und Ed gehängt werden sollen, erinnert Ed an einen Gnadenerlass des Königs für Piraten, die sich dafür in den Dienst der Krone stellen müssen. Dabei lernt Stede, dass seine Frau ihn für tot erklärt hat, und Ed verliert seinen Bart. Sie erkennen, dass sie einander glücklich machen, küssen sich und beschließen, gemeinsam nach China zu fliehen. Doch in der Nacht entführt Chauncey Stede, um ihn zu töten, tötet dabei allerdings versehentlich sich selbst. Traumatisiert geht Stede nach Hause und lässt Ed im Stich, der mit gebrochenem Herzen auf die Revenge zurückkehrt. |           |                              |                                   |                          |                                           |                 |                               |
| 10 | 10        | Die Rückkehr des Kraken      | Wherever You Go, There You Are    | 24. März 2022            | 1. Juni 2023                              | Andrew DeYoung  | David Jenkins                 |
| Stede und seine Frau Mary, die als Witwe ihre Erfüllung gefunden hat, nehmen ihr unglückliches Eheleben wieder auf, bis sie es nicht mehr ertragen und sich aussprechen. Mary hat mittlerweile einen Geliebten namens Doug und auch Stede gesteht ihr und sich ein, dass er unterwegs in Ed Liebe gefunden hat. Mit Doug inszenieren sie Stedes Tod, damit er auf See zurückkehren kann. Auf der Revenge ist Ed zunächst depressiv und zieht sich zurück, bis Izzy ihn konfrontiert, worauf er Lucius über Bord wirft, sich einen Bart malt und wieder der grausame Blackbeard wird. Er lässt Stedes Habseligkeiten und Crew auf einer einsamen Insel zurück bis auf den Sänger Frenchie und Jim, der zurückgekehrt war, die nun Teil von Blackbeards Crew sind. In einem kleinen Beiboot rudernd kommt Stede zur Insel seiner Crew. |           |                              |                                   |                          |                                           |                 |                               |

### Staffel 2
| Nr. (ges.) | Nr. (St.) | Deutscher Titel              | Originaltitel                   | Erstveröffentlichung USA | Deutschsprachige Erstveröffentlichung (D) | Regie          | Drehbuch                                  |
| --- | --------- | ---------------------------- | ------------------------------- | ------------------------ | ----------------------------------------- | -------------- | ----------------------------------------- |
| 11 | 1         | Unmögliche Vögel             | Impossible Birds                | 5. Okt. 2023             | 15. März 2024                             | David Jenkins  | David Jenkins, Alyssa Lane & Alex Sherman |
| Stede und seine Crew leben und arbeiten nun bei Spanish Jackie, die den Schweden als neuen Ehemann nimmt. Um von ihr wegzukommen, lassen sie sich von Ricky Banes, einem Fan des Gentleman-Piraten, dazu anstiften, ihre Schatztruhe voller Indigo zu stehlen. Als Jackie sie dabei erwischt, erscheint aber plötzlich die Suppenköchin Susan und kauft ihr das Indigo sowie die gesamte Crew Stedes ab. Auf dem Weg zu ihrem Schiff Red Flag stellt Susan sich als die Piratenkönigin Zheng Yisao heraus. Bei täglichen Raubzügen plündert Blackbeards Crew eine Schiffshochzeit. Die Crew befindet, dass die Atmosphäre auf der Revenge toxisch ist. Als Izzy dies an Blackbeard weitergibt und ihm die Gefühle für Stede vorhält, schießt Blackbeard auf Izzy und befiehlt Frenchie, den er zu seinem neuen Ersten Maat macht, ihn endgültig zu töten.                                                |           |                              |                                 |                          |                                           |                |                                           |
| 12 | 2         | Der Rattenjunge              | Red Flags                       | 5. Okt. 2023             | 15. März 2024                             | David Jenkins  | Adam Stein                                |
| Auf der Red Flag, deren Crew nur aus Frauen besteht, hat Zheng Yisao vor Stedes Crew nur einen weiteren Mann aufgenommen: Lucius, der dort Rattenjunge genannt wird. Nur nach und nach erzählt er, dass er von Blackbeard über Bord geworfen wurde und was er tun musste, um zu überleben. Er ermahnt Stede, in Berichten über Blackbeard nicht nur Hinweise auf seinen Standort zu suchen, sondern auch seine Verbrechen zu sehen. Blackbeard entdeckt, dass Izzy noch lebt, dessen Bein abgenommen werden musste, und unter Deck versteckt wird. Nach einem Gespräch hinterlässt er ihm eine Pistole, um sich selbst zu erschießen. Wieder an Bord lenkt er das Schiff absichtlich in einen Sturm und zerstört das Steuerrad, worauf Izzy auf ihn schießt und die Crew ihn angreift. |           |                              |                                 |                          |                                           |                |                                           |
| 13 | 3         | Gefangen in der Glibberphase | The Innkeeper                   | 5. Okt. 2023             | 15. März 2024                             | Andrew DeYoung | Alyssa Lane & Alex Sherman                |
| Die Red Flag findet die Revenge, deren Crew an Bord geholt wird. Sie behaupten, dass Ed zurückgetreten ist und an einer einsamen Insel zurückgelassen wurde; er erwacht tatsächlich an einer Insel angespült, wo ihn sein früherer Kapitän Benjamin Hornigold rettet. Zhengs Maat Auntie findet auf der Revenge aber seinen leblosen Körper. Weil sie gegen ihren Kapitän gemeutert haben, sperrt Zheng Blackbeards Crew ein, um sie später hinzurichten. Stede befreit sie und beide Crews fliehen auf die Revenge. Als Blackbeard Hornigold wiederholt tötet, der immer wieder aufersteht, erkennt Blackbeard, dass er in einer Art Fegefeuer zwischen Leben und Tod ist und sich nicht für liebenswert hält. Als Stede neben seinem Körper trauert, hört Blackbeard, der sich in seiner Vision im Meer ertränkt, dessen Stimme und erwacht wieder.                                                    |           |                              |                                 |                          |                                           |                |                                           |
| 14 | 4         | Ein seltsames Paar           | Fun and Games                   | 12. Okt. 2023            | 15. März 2024                             | Andrew DeYoung | David Jenkins & Eliza Jiménez Cossio      |
| Nachdem Ed erwacht, stimmt die gemeinsame Crew dafür, dass er verbannt werden soll. An Land trifft er auf Mary Read; Stede und Buttons wiederum auf Anne Bonny. Die beiden Frauen, die im Sumpf Antiquitäten verkaufen, bewirten die drei. Während des Essens sticht Anne in Marys Rücken und Mary vergiftet Annes Getränk, was für beide ein Spiel ist. Ed erfährt erst durch Anne, dass Stede ihn für seine Frau verlassen hatte, und reagiert wütend; sie sprechen über ihre Trennung, dass sie beide panisch und überstürzt gehandelt hatten, und versöhnen sich so. Während Mary sie warnt, dass eine eingefahrene Beziehung so wird wie ihre mit Anne, zündet Anne das Haus an, sodass Stede Ed trotz der Verbannung aufs Schiff mitnehmen will. Dort sind derweil die zwei Mannschaften sich fast gegenseitig an die Gurgel gegangen, aber vertragen sich, um Izzy ein neues Holzbein zu basteln. |           |                              |                                 |                          |                                           |                |                                           |
| 15 | 5         | Ein Fluch ist ein Fluch      | The Curse of the Seafaring Life | 12. Okt. 2023            | 15. März 2024                             | Andrew DeYoung | John Mahone and Simone Nathan             |
| Ed entschuldigt sich bei der Crew, was die meisten überzeugt, aber muss sich mit Aufgaben neu bewähren. Er lässt sich von dem weiterhin misstrauischem Lucius über Bord werfen und wird von Fang, der in einem Beiboot zum Fischen rudert, aufgelesen. Dabei reflektiert Ed, wie er diesen jahrelang behandelt hat. Stede will von Izzy lernen, ein besserer Kapitän zu werden, der ihn aber für völlig unfähig hält. Um sich zu beweisen, entern sie ein Schiff, dessen Crew aber bereits tot ist bis auf einen Priester, der sagt, es sei verflucht. Stede nimmt von dort einen roten Mantel mit, auf den die Crew aber mit Aberglauben und Angst reagiert, sodass sie den Mantel bei einer weiteren Plünderung zurücklassen. Als beide wieder auf dem Schiff sind, erinnern Stede und Ed sich daran, dass sie ihre Beziehung nun langsam angehen wollen, und begnügen sich mit Händchenhalten.        |           |                              |                                 |                          |                                           |                |                                           |
| 16 | 6         | Calypsos Geburtstag          | Calypso's Birthday              | 19. Okt. 2023            | 15. März 2024                             | Fernando Frías | Zayre Ferrer                              |
| Ricky Banes ist nun der Marine beigetreten und erhält von Zheng Yisao einen Vorschlag zur Bekämpfung von Plünderungen: den Piraten Lohn zu zahlen. Um einen Grund zum Feiern haben, erfindet die Crew als Feiertag den Geburtstag der Meeresgöttin Kalypso, der Teil der Piratenkultur sei. Ed benutzt seinen Schatz, um dies zu finanzieren. Während der Feier auf dem Schiff werden sie von Edward Low angegriffen, der Blackbeard dafür hasst, seinen Rekord an Raubzügen gebrochen zu haben. Seine Crew foltert Stede und Ed, aber Stede kann sie gegen ihren Kapitän aufbringen. Als Low über die Planke gehen soll, tötet Stede ihn, indem er ihn mit seiner Geige bewirft und er so ins Wasser fällt. Als Ed darauf mit Stede sprechen will, ist dieser durch den Mord nicht geschockt, sondern sexuell aufgeladen, und die beiden schlafen miteinander, während die Crew weiterfeiert.           |           |                              |                                 |                          |                                           |                |                                           |
| 17 | 7         | Feuer und Flamme             | Man on Fire                     | 19. Okt. 2023            | 15. März 2024                             | Fernando Frías | Jes Tom and Natalie Torres                |
| Ed schießt per Kanone seine Blackbeard-Kleidung über Bord. Die Revenge kommt an der Piratenrepublik an, wo auch Zhengs Flotte angelegt hat. Banes hat ihr für jedes Schiff eine Standuhr geschenkt. Ed und Stede entdecken, dass zweiterer durch den Mord an Low berüchtigt ist, und er wird in Jackies Bar gefeiert. Ed gesteht Jackie, dass er das Piratenleben für ein Fischerdasein aufgeben will. Als er dies Stede sagt und ihre Nacht miteinander für einen Fehler hält, nennt Stede ihn einen Feigling. Stede sieht, wie Olu, Jim und Archie mit Zheng reden, und beschuldigt sie, Mitglieder seiner Crew abzuwerben; die drei erklären aber, dass sie freiwillig zur Red Flag gehen wollten. Während Stede und Zheng kämpfen, schlagen die Standuhren Mitternacht und darin versteckte Bomben explodieren, sodass Zhengs Flotte in Feuer steht.                                                 |           |                              |                                 |                          |                                           |                |                                           |
| 18 | 8         | Zusammen ist man stärker     | Mermen                          | 26. Okt. 2023            | 15. März 2024                             | Fernando Frías | David Jenkins & John Mahone               |
| Weil Ed als einfacher Fischer versagt und ihm geraten wird, das zu tun, was er kann, rudert er zur Piratenrepublik zurück. Diese wurde von den Marines unter Banes übernommen. Er zwingt Jackie und Roach zur Arbeit an der Bar, hat die übrige Crew eingesperrt und lädt Izzy, den er am Leben lassen will, zu einem Drink ein. Während Stede und Zheng sich am Strand durchkämpfen, stößt Ed dazu. Gerade als sie in die Bar kommen, brechen dort alle Marines, durch Jackie mit ihren Getränken vergiftet, zusammen. Mit deren Kleidung tarnt die Gruppe sich als Marines und nimmt Banes als Geisel. Als er aber ihre Tarnung verrät, müssen sie gegen die übrigen Marines kämpfen auf ihrem Weg zur Revenge. Dabei wird Izzy angeschossen und stirbt auf dem Schiff in Eds Armen. Jackie und Zheng schließen sich der Revenge an, während Stede und Ed sich als Gastwirte niederlassen.             |           |                              |                                 |                          |                                           |                |                                           |

## Besetzung und Synchronisation
Die deutschsprachige Synchronisation entsteht unter der Dialogregie und nach  Dialogbüchern von Marius Clarén durch die Synchronfirma EVA Studios Germany GmbH in Berlin.
| Rolle                      | Darsteller            | Hauptrolle                       | Nebenrolle                            | Synchronsprecher       |
| -------------------------- | --------------------- | -------------------------------- | ------------------------------------- | ---------------------- |
| Stede Bonnet               | Rhys Darby Anm        | 1.01–2.08                        |                                       | Axel Malzacher         |
| Blackbeard (Edward Teach)  | Taika Waititi         | 1.03–2.08                        |                                       | Marius Clarén          |
| Stede Bonnets Crew         |                       |                                  |                                       |                        |
| Nathaniel Buttons          | Ewen Bremner          | 1.01–1.04, 1.06, 1.08–2.04       |                                       | Stefan Krause          |
| Frenchie                   | Joel Fry              | 1.01–2.08                        |                                       | Julien Haggège         |
| Oluwande Boodhari          | Samson Kayo           | 1.01–2.08                        |                                       | Tobias Schmitz         |
| Lucius Spriggs             | Nathan Foad           | 1.01–1.10, 2.02–2.08             |                                       | Robert Louis Griesbach |
| Jim Jimenez                | Vico Ortiz            | 1.01–1.04, 1.06–1.08, 1.10–2.08  |                                       | Doreaux Zwetkow        |
| Black Pete                 | Matthew Maher         | 1.01–2.08                        |                                       | Rainer Fritzsche       |
| Wee John Feeney            | Kristian Nairn        | 1.01–1.02, 1.04–2.08             |                                       | Daniel Zillmann        |
| der Schwede                | Nat Faxon             |                                  | 1.01–1.02, 1.04, 1.06–2.01, 2.07–2.08 | Felix Spieß            |
| Roach                      | Samba Schutte         | 2.01–2.08                        | 1.01–1.04, 1.06–1.10                  | Imtiaz-ul Haque        |
| Blackbeards Crew           |                       |                                  |                                       |                        |
| Izzy Hands                 | Con O’Neill           | 1.02–1.07, 1.09–2.08             |                                       | Tobias Lelle           |
| Ivan                       | Guz Khan              | 1.02, 1.04–1.06, 1.08, 1.10      |                                       | Tobias Müller          |
| Fang                       | David Fane            | 1.02, 1.04–1.06, 1.08, 1.10–2.08 |                                       | Peter Sura             |
| Archie                     | Madeleine Sami        |                                  | 2.01–2.08                             | Marie-Isabel Walke     |
| Weitere                    |                       |                                  |                                       |                        |
| Captain Nigel Badminton    | Rory Kinnear          | 1.01–1.02, 1.05, 1.09–1.10       |                                       | Frank Schaff           |
| Admiral Chauncey Badminton | Rory Kinnear          | 1.05, 1.07–1.10                  |                                       | Frank Schaff           |
| Mary Bonnet                | Claudia O’Doherty     |                                  | 1.01, 1.03–1.04, 1.09–1.10            | Lina Rabea Mohr        |
| Alma Bonnet                | Eden Grace Redfield   |                                  | 1.01–1.04, 1.09–1.10                  | Toni Matthies          |
| Louis Bonnet               | William Barber-Holler |                                  | 1.01–1.04, 1.09–1.10                  |                        |
| Vater Bonnet               | Boris McGiver         |                                  | 1.01, 1.03–1.04, 1.09                 | Erich Räuker           |
| Spanish Jackie             | Leslie Jones          |                                  | 1.03, 1.06–1.08, 2.01, 2.07–2.08      | Katy Karrenbauer       |
| Geraldo                    | Fred Armisen          |                                  | 1.03, 1.06, 1.08                      | Bernhard Völger        |
| König George               | Angus Sampson         |                                  | 1.05, 1.09                            | Sven Plate             |
| Calico Jack                | Will Arnett           |                                  | 1.08                                  | Torben Liebrecht       |
| Ricky Banes                | Erroll Shand          |                                  | 2.01, 2.06, 2.08                      | Peter Flechtner        |
| Zheng Yisao                | Ruibo Quian           |                                  | 2.01–2.03, 2.06–2.08                  | Rubina Nath            |
| Tantchen                   | Anapela Polataivao    |                                  | 2.01–2.03, 2.06–2.08                  | Almut Zyra             |
| Benjamin Hornigold         | Mark Mitchinson       |                                  | 2.03                                  | Erich Räuker           |
| Anne Bonny                 | Minnie Driver         |                                  | 2.04                                  | Christin Marquitan     |
| Mary Read                  | Rachel House          |                                  | 2.04                                  | Anke Reitzenstein      |
| Edward Low                 | Bronson Pinchot       |                                  | 2.06                                  | Frank Röth             |

## Produktion
Die Serie stammt von dem Dramen- und Drehbuchautor David Jenkins, der die Idee durch seine Frau erhalten habe. Nachdem sie von Stede Bonnet gehört hatte, riet sie Jenkins, daraus eine Serie zu machen. Dieser informierte sich über Bonnet auf Wikipedia und befand, dass sowohl die Fakten als auch die unbeantworteten Fragen faszinierend seien. Der Grund, die Serie zu machen, sei aber vor allem die Beziehung zwischen Bonnet und Blackbeard gewesen und darzustellen, wie sie entstanden und gewachsen sei. Sehr früh wurde Taika Waititi als Executive Producer und Regisseur für die Pilotepisode hinzugezogen. Jenkins hatte die Rolle des Blackbeard zwar von Anfang an mit dessen Stimme im Kopf geschrieben, aber zunächst andere Schauspieler vorgeschlagen, die Waititi aber nicht passend fand, sodass Jenkins schließlich ihn selbst anfragte. An Rhys Darby für die Rolle von Stede Bonnet dachte Jenkins erst, als der Großteil der Staffel bereits geschrieben war, nach einer ersten Runde Vorsprechen anderer Schauspieler. Darby sei der einzige gewesen, der Bonnet habe sympathisch wirken lassen, auch wenn er etwas Schlechtes tut.
Im September 2020 erhielt Our Flag Means Death die Serienbestellung durch HBO Max.
Die Dreharbeiten der ersten Staffel fanden vom 14. Juni bis zum 28. September 2021 statt.
Anfang Juni 2022 wurde die Serie um eine zweite Staffel verlängert. Während die erste Staffel in Los Angeles gedreht wurde, fanden die Dreharbeiten der zweiten in Neuseeland statt und dauerten vom 26. September bis zum 13. Dezember 2022. Die Ausstrahlung der zweiten Staffel begann am 5. Oktober 2023 mit drei Episoden.
Der Streaminganbieter Max verkündete im Januar 2024 die Absetzung der Serie.

## Auszeichnungen und Nominierungen
- Make-Up Artists and Hair Stylists Guild Awards 2022: Auszeichnung für das beste historische Hairstyling an Margarita Pidgeon, Stacy Bisel, Kate Loftis, Christopher Enlow
- Art Directors Guild Awards 2023: Auszeichnung für das beste Produktionsdesign einer halbstündigen Fernsehserie an Ra Vincent
- Hollywood Critics Association TV Awards 2022
  - Nominierung als Bester Schauspieler einer Streaming-Comedyserie für Rhys Darby
  - Nominierung als Bester Nebendarsteller einer Streaming-Comedyserie für Taika Waititi
  - Nominierung als Bester Regisseur einer Streaming-Comedyserie für Taika Waititi
- GLAAD Media Awards 2023: Nominierung als Beste neue Serie
- Peabody Awards 2023: Nominierung in der Kategorie Unterhaltung
- GLAAD Media Awards 2024: Nominierung als Beste Comedy-Serie (ausstehend)